# Unione Sportiva Gubbio 1947-1948
Questa voce raccoglie le informazioni riguardanti l'Unione Sportiva Gubbio nelle competizioni ufficiali della stagione calcistica 1947-1948.

## Stagione
Il Gubbio disputò per la prima volta nella sua storia un campionato del secondo livello del Campionato Italiano, che corrisponde anche al sesto in un campionato professionistico e al sesto in un campionato interregionale. Il settantesimo miglior titolo sportivo nazionale ottenuto con il 17º posto nel girone C, valse il miglior piazzamento della società, superato solo 64 anni più tardi nel 2012. Nell'occasione il Gubbio fu la terza squadra umbra a disputare la Serie B dopo Perugia e Ternana, anche se poi la squadra subì la prima retrocessione in un campionato professionistico. Durante il campionato ottenne inoltre i seguenti record, per i propri campionati professionistici disputati:
- miglior vittoria  Gubbio -  Scafatese 6-0
- peggior sconfitta  Arsenaltaranto -  Gubbio 9-0
- partita con più gol  Arsenaltaranto -  Gubbio 9-0

Questi ultimi record sono validi tuttora dopo 65 anni.
Nel campionato disputato ottenne invece i seguenti record:
- peggior difesa (69 gol subiti)

## Divise
Nella stagione il Gubbio non aveva nessuno sponsor.
Il Gubbio utilizzò anche in questa stagione, come in tutte le altre, completini da gioco rosso-blu.

## Organigramma societario
Area direttiva
- Presidente: Attilio Fagioli

Area tecnica
- Allenatore: Giovanni Battistoni e Alessandro Fornasaris

## Rosa
| N. |                   | Ruolo | Calciatore          |
| -- | ----------------- | ----- | ------------------- |
|    | Italia (bandiera) | P     | Rolando Ascani      |
|    | Italia (bandiera) | D     | Carlo Baccarini     |
|    | Italia (bandiera) | C     | Callisto Bacilieri  |
|    | Italia (bandiera) | C     | Renato Barberini    |
|    | Italia (bandiera) | A     | Bruno Battistelli   |
|    | Italia (bandiera) | C     | Giovanni Battistoni |
|    | Italia (bandiera) | D     | Sergio Belardi      |
|    | Italia (bandiera) | D     | Bellucci            |
|    | Italia (bandiera) | A     | Eligio Bertuzzi     |
|    | Italia (bandiera) | A     | Alvaro Bettelli     |
|    | Italia (bandiera) | A     | Antonio Fimiani     |

| N. |                   | Ruolo | Calciatore            |
| -- | ----------------- | ----- | --------------------- |
|    | Italia (bandiera) | A     | Alessandro Fornasaris |
|    | Italia (bandiera) | A     | Amelio Gambini        |
|    | Italia (bandiera) | D     | U. Napini             |
|    | Italia (bandiera) | A     | G. Pascucci           |
|    | Italia (bandiera) | A     | Dino Poggi            |
|    | Italia (bandiera) | D     | G. Paolacci           |
|    | Italia (bandiera) | D     | Guglielmo Puzzo       |
|    | Italia (bandiera) | C     | A. Rossi              |
|    | Italia (bandiera) | A     | Tonino Sannipoli      |
|    | Italia (bandiera) | P     | Guerino Siligardi     |
|    | Italia (bandiera) | A     | A. Tugnoli            |

## Risultati

### Serie B

#### Girone di andata
| Arbitro: | Lo Cascio (Palermo) |

|                                        |           |                    |
| De Santis 3’ Battistelli 73’, 83’, 89’ | Marcatori | 28’ (rig.) Gambini |

| Arbitro: | Crivelli (Viareggio) |

|                         |           |                       |
| Tugnoli 49’ Fimiani 80’ | Marcatori | 3’ Giullo 10’ Paruffa |

| Taranto 28 settembre 1947 3ª giornata | Arsenaltaranto | 9 – 0 | Gubbio |  |

| Gubbio 5 ottobre 1947 4ª giornata | Gubbio | 1 – 2 | Cosenza |  |

| Pescara 12 ottobre 1947 5ª giornata | Pescara | 1 – 0 | Gubbio |  |

| Gubbio 19 ottobre 1947 6ª giornata | Gubbio | 6 – 0 | Scafatese |  |

| Nocera Inferiore 26 ottobre 1947 7ª giornata | Nocerina | 5 – 1 | Gubbio |  |

| Gubbio 2 novembre 1947 8ª giornata | Gubbio | 1 – 0 | Ternana |  |

| Gubbio 16 novembre 1947 9ª giornata | Gubbio | 2 – 2 | Rieti |  |

| Empoli 23 novembre 1947 10ª giornata | Empoli | 1 – 1 | Gubbio |  |

| Gubbio 30 novembre 1947 11ª giornata | Gubbio | 0 – 0 | Siracusa |  |

| Ancona 7 dicembre 1947 12ª giornata | Anconitana | 1 – 0 | Gubbio |  |

| Gubbio 21 dicembre 1947 13ª giornata | Gubbio | 3 – 1 | Torrese |  |

| Perugia 28 dicembre 1947 14ª giornata | Perugia | 3 – 0 | Gubbio |  |

| Gubbio 4 gennaio 1948 15ª giornata | Gubbio | 1 – 2 | Siena |  |

| Palermo 11 gennaio 1948 16ª giornata | Palermo | 5 – 1 | Gubbio |  |

| Pisa 18 gennaio 1948 17ª giornata | Pisa | 2 – 1 | Gubbio |  |

#### Girone di ritorno
| Gubbio 15 febbraio 1948 18ª giornata | Gubbio | 1 – 1 | Lecce |  |

| Brindisi 22 febbraio 1948 19ª giornata | Brindisi | 1 – 2 | Gubbio |  |

| Gubbio 29 febbraio 1948 20ª giornata | Gubbio | 2 – 1 | Arsenaltaranto |  |

| Cosenza 7 marzo 1948 21ª giornata | Cosenza | 2 – 1 | Gubbio |  |

| Gubbio 14 marzo 1948 22ª giornata | Gubbio | 1 – 2 | Pescara |  |

| Scafati 21 marzo 1948 23ª giornata | Scafatese | 2 – 0 | Gubbio |  |

| Gubbio 28 marzo 1948 24ª giornata | Gubbio | 1 – 0 | Nocerina |  |

| Terni 11 aprile 1948 25ª giornata | Ternana | 4 – 0 | Gubbio |  |

| Rieti 17 aprile 1948 26ª giornata | Rieti | 0 – 2 | Gubbio |  |

| Gubbio 25 aprile 1948 27ª giornata | Gubbio | 0 – 2 | Empoli |  |

| Siracusa 2 maggio 1948 28ª giornata | Siracusa | 3 – 2 | Gubbio |  |

| Gubbio 9 maggio 1948 29ª giornata | Gubbio | 0 – 1 | Anconitana |  |

| Torre Annunziata 23 maggio 1948 30ª giornata | Torrese | 5 – 0 | Gubbio |  |

| Gubbio 30 maggio 1948 31ª giornata | Gubbio | 2 – 1 | Perugia |  |

| Siena 6 giugno 1948 32ª giornata | Siena | 1 – 3 | Gubbio |  |

| Gubbio 13 giugno 1948 33ª giornata | Gubbio | 0 – 2 | Palermo |  |

| Gubbio 20 giugno 1948 34ª giornata | Gubbio | 0 – 1 | Pisa |  |

## Statistiche

### Statistiche di squadra
| Competizione | Punti | In casa | In casa | In casa | In casa | In casa | In casa | In trasferta | In trasferta | In trasferta | In trasferta | In trasferta | In trasferta | Totale | Totale | Totale | Totale | Totale | Totale | DR  |
| Competizione | Punti | G       | V       | N       | P       | Gf      | Gs      | G            | V            | N            | P            | Gf           | Gs           | G      | V      | N      | P      | Gf     | Gs     | DR  |
| ------------ | ----- | ------- | ------- | ------- | ------- | ------- | ------- | ------------ | ------------ | ------------ | ------------ | ------------ | ------------ | ------ | ------ | ------ | ------ | ------ | ------ | --- |
| Serie B      | 22(*) | 17      | 6       | 4       | 7       | 23      | 20      | 17           | 3            | 1            | 13           | 15           | 49           | 34     | 9      | 5      | 20     | 38     | 69     | -31 |

- (*) 1 punto di penalizzazione